# Sawari Jawharnagar
Sawari Jawharnagar é uma vila no distrito de Bhandara, no estado indiano de Maharashtra.

## Demografia
Segundo o censo de 2001, Sawari Jawharnagar tinha uma população de 11,775 habitantes. Os indivíduos do sexo masculino constituem 52% da população e os do sexo feminino 48%. Sawari Jawharnagar tem uma taxa de literacia de 84%, superior à média nacional de 59.5%: a literacia no sexo masculino é de 89% e no sexo feminino é de 78%. Em Sawari Jawharnagar, 8% da população está abaixo dos 6 anos de idade.